# 環境コミュニケーション研究
環境コミュニケーション研究（かんきょうコミュニケーションけんきゅう）は、自然界や環境問題などに関するコミュニケーション現象を対象にする研究。

## 概要
「持続可能な社会の実現にどのようなメディアとコミュニケーションが必要か」を問う分野。従来は、環境ジャーナリズム（科学報道、公害報道、エネルギー報道ほか）、狭義の「環境コミュニケーション」とされる環境広告やCSR報告書、そして環境政策をめぐる言論（public discourse）、環境リスクに関する科学的論及び啓蒙活動などが主な対象だった。
効果研究では、個人の行動を変えるような直接的で強い効果の証明は困難とされる。例えば、意識への影響があった場合も、それが行動に移らないことが多い。その一方、NPOや市民によるキャンペーンの政治的な効果の事例もある（Cox 2012）。環境報道の研究では、温暖化のような抽象的で展開が遅い問題はニュース性（ニュース価値、news value）が低いと判断されトップニュースになりにくいこと、記者クラブ制や取材・報道現場の決まり（newsroom routines）がNPOや住民の声を取材しにくくしていることが明らかになっている（Hansen 2010）。また、人間動物関係メディア論では 欧米メディア（特に広告や娯楽メディア）が人間中心主義、個人主義や消費主義を再生産し強化していることに対して（Corbett 2006）、世界各地の先住民メディア（indigenous media）や日本のアニメ（特にスタジオジブリの作品）が描く「自然観」の方が持続可能な社会につながるとの論考がある（Stibbe 2012）。環境レトリックでは、「オゾンの穴」の問題提起法（framing）やドキュメンタリー（例えば『不都合な真実』）に関する研究もある。
研究分野の成立では、1990年代に多くの海外の学会で「科学・環境・リスク」をテーマにした議論が起き、2000年代に研究者と実践者の交流を促進する国際環境コミュニケーション学会（theIECA.org）が設立され、 学術誌『Environmental Communication』の出版が始まった。それ以降、多くの大学で環境コミュニケーション分野の研究所や専攻の設立が続いている。
日本では、足尾銅山鉱毒事件や水俣病を可視化した公害報道や住民主体の講演会や情報発信などが研究され、1990年代に環境メディア論が現れ、日本環境ジャーナリストの会が設立されるなど、研究者と実践者のネットワークが盛んになった（IGES 2001）。次の波として、東日本大震災（2011年）をきっかけに「原発事故報道」「環境リスク・コミュニケーション」や「環境メディア・リテラシー」など多くの研究が発表された。ただし、この分野における日本の学会や研究所はまだ設立されていない。
2010年代からは海外で研究対象は多様化し、出版活動も急増した。例えば、自然環境をテーマにしたハリウッド映画や環境SNSを含むエコメディア（eco media）、人間・動物・機械の関係の複雑化（post-humanism）、環境差別、電子ゴミが代表するIT時代特有の環境破壊、グリーンワッシュ（企業による大げさなエコPR）や気候変動に関する誤報・偽情報（climate denialism）などに関する研究に社会的な注目が集まった。